# Utvecklingssamtal
Utvecklingssamtal är ett arbetsrelaterat samtal mellan elev, lärare och vårdnadshavare i skolan eller mellan arbetsgivare och arbetstagare på en arbetsplats.

## Utvecklingssamtal i skolan
Utvecklingssamtal är ett samtal mellan läraren, eleven och, för omyndiga elever, elevens vårdnadshavare. Under samtalen går man igenom i vilken grad eleven uppfyller sina mål.
I Sverige kallades utvecklingssamtal för kvartssamtal fram till 1995, eftersom de oftast var en kvart långa. Med lpfö 98 infördes utvecklingssamtal på gymnasie- och förskola. Samtalets syfte i skolan är att gå igenom en utvecklingsplan, ofta IUP (Individuell utvecklingsplan), för att se vilken framstegsutveckling och mål eleven uppnått. När utvecklingskraven uppfyllts går man vidare mot nya mål. Om eleven inte gjort tillräckliga framsteg för att uppnå målen gör man ett åtgärdsprogram, oftast med samma mål.
I förskolan brukar inte barnet medverka i samtalet, men från och med förskoleklass och uppåt ska eleven medverka i utvecklingssamtalet enligt svensk skollag.

## Utvecklingssamtal i arbetslivet
Utvecklingssamtal förekommer numera ibland också i arbetslivet, till exempel mellan en chef och en underställd medarbetare.